# ジェラルド・R・フォード
ジェラルド・ルドルフ・フォード・ジュニア（Gerald Rudolph Ford Jr.、1913年7月14日 - 2006年12月26日）は、アメリカ合衆国の政治家。同国第38代大統領（在任：1974年8月9日 - 1977年1月20日）。
この他、下院議員と第40代副大統領を歴任した。共和党所属。再婚した実母の連れ子として改名するまでの名は、レズリー・リンチ・キング・ジュニア（Leslie Lynch King, Jr.）。
1973年にアメリカ大統領史上初となる、スピロ・アグニューが副大統領を辞任した後、大統領の指名と上下両院の承認を得て副大統領に就任した。さらに翌1974年にはリチャード・ニクソンの大統領辞任を受けて、大統領に昇格した。現職として戦った1976年の大統領選挙に敗れたため、2024年現在、大統領選挙もしくは副大統領選挙に勝利して選出されたことのない唯一のアメリカ大統領である。

## 生い立ち
レズリー・リンチ・キングとドロシー・エア・ガードナーの夫妻の子供として、ネブラスカ州オマハで生まれた。フォードの当初の名前はレズリー・リンチ・キング・ジュニアであった。彼が生まれたころから、父レズリー・キングは母ドロシーに暴力を振るうようになり、耐えられなくなった彼女は実家へ逃げるように去った。
これだけでも当時の女性としては異例の行動であったが、彼女はさらに夫を訴えた。オマハの裁判所はキングに有罪判決を言い渡した。彼が生まれて2年後、両親の離婚が成立し、その後母親はジェラルド・ルドルフ・フォードと再婚した。フォードはその後にジェラルド・ルドルフ・フォード・ジュニアと改名された。養父と母の間の子供（フォードの異父弟）にトーマス・ガードナー・フォードがいる。フォードはミシガン州で成長し、ミシガン大学に入学した。大学ではフットボール部に所属し、全米代表に選出されるほどの名選手であった。一方で苦学生であった彼は、学費を稼ぐために複数のアルバイトをしていた。フォードは大学卒業後、NFLのグリーンベイ・パッカーズやデトロイト・ライオンズから誘いを受けたが、イェール大学のロー・スクールに入学し、弁護士資格を取得している。

## 第二次世界大戦
日本海軍による真珠湾攻撃によりアメリカが第二次世界大戦に参戦してから5ヵ月後の1942年4月に、フォードは予備役少尉として海軍に入隊した。アナポリス海軍兵学校でのオリエンテーション・プログラムの後に、フォードはノースカロライナ州チャペル・ヒルの海軍飛行学校で運動教官になった。
1943年春にフォードは軽空母モンテレー (USS Monterey, CV-26) に着任した。フォードは最初に運動管理官および砲術士官として配属された。その後、補助ナビゲーターとして、トラック、サイパンおよびフィリピンを含む太平洋でほとんどの作戦に参加した。フォードがその任務で最も死の危険に近づいたのは1944年12月のフィリピン海で、それは敵である日本海軍によるものではなく巨大な台風によるものだった。モンテレーは嵐と火災による破損で任務を解かれ、フォードは戦争の残りを陸上任務で過ごし、戦争終結後の1946年2月に少佐として除隊された。

## 下院院内総務
フォードは1949年から1973年まで24年間下院議員で、1965年には下院の院内総務になった。前年の1964年の選挙で、共和党は下院での議席を減らした。当時の院内総務はインディアナ州選出の長老チャールズ・ハレック下院議員であった。
フォードは党の若返りを図ろうとするチャールズ・グッデル下院議員、ドナルド・ラムズフェルド下院議員ら若手のリーダー格であり、彼らに推され院内総務選挙に挑戦、勝利した。下院時代に、フォードはジョン・F・ケネディ大統領の暗殺原因を調査、また関する噂を押さえるために設立された特別対策本部、ウォーレン委員会のメンバーに選ばれた。委員会は、リー・ハーヴェイ・オズワルドが単独で暗殺を実行したと結論を下した。
また、フォードは1964年のジョンソン政権下で成立した公民権法及び1965年の投票権法の成立に大きな役割を果たした。公民権問題に関してはジョンソン政権に協力する一方、大統領の「偉大な社会」計画の大半には下院共和党のリーダーとして反対の先頭に立った。フォードは共和党の上院院内総務であるエヴァレット・ダークセン上院議員と共にテレビに定期的に出演し、ジョンソン政権の政策に代わる共和党の政策をアピールした。この番組は大きな反響を呼んだ。

## 副大統領職
1973年、州知事時代の収賄罪が確定したことを受けてスピロ・アグニュー副大統領が辞職すると、同年10月10日にニクソン大統領はフォードを副大統領に指名した。その後、上下両院の承認をうけて（上院は11月27日に賛成92対反対3で承認、下院は12月6日に賛成387対反対35で承認）、フォードは第40代副大統領に就任した。これはケネディ大統領暗殺を契機に1967年に制定された合衆国憲法修正第25条（大統領が欠けた時の副大統領の昇格、ならびに副大統領が欠けたときの新副大統領の任命に関する規定）が適用された初めてのケースとなった（大統領による任期半ばでの新副大統領指名はこのフォードと、後にフォード自身が指名することになるネルソン・ロックフェラーの2例があるのみである）。

## 大統領職

大統領としてのポートレート

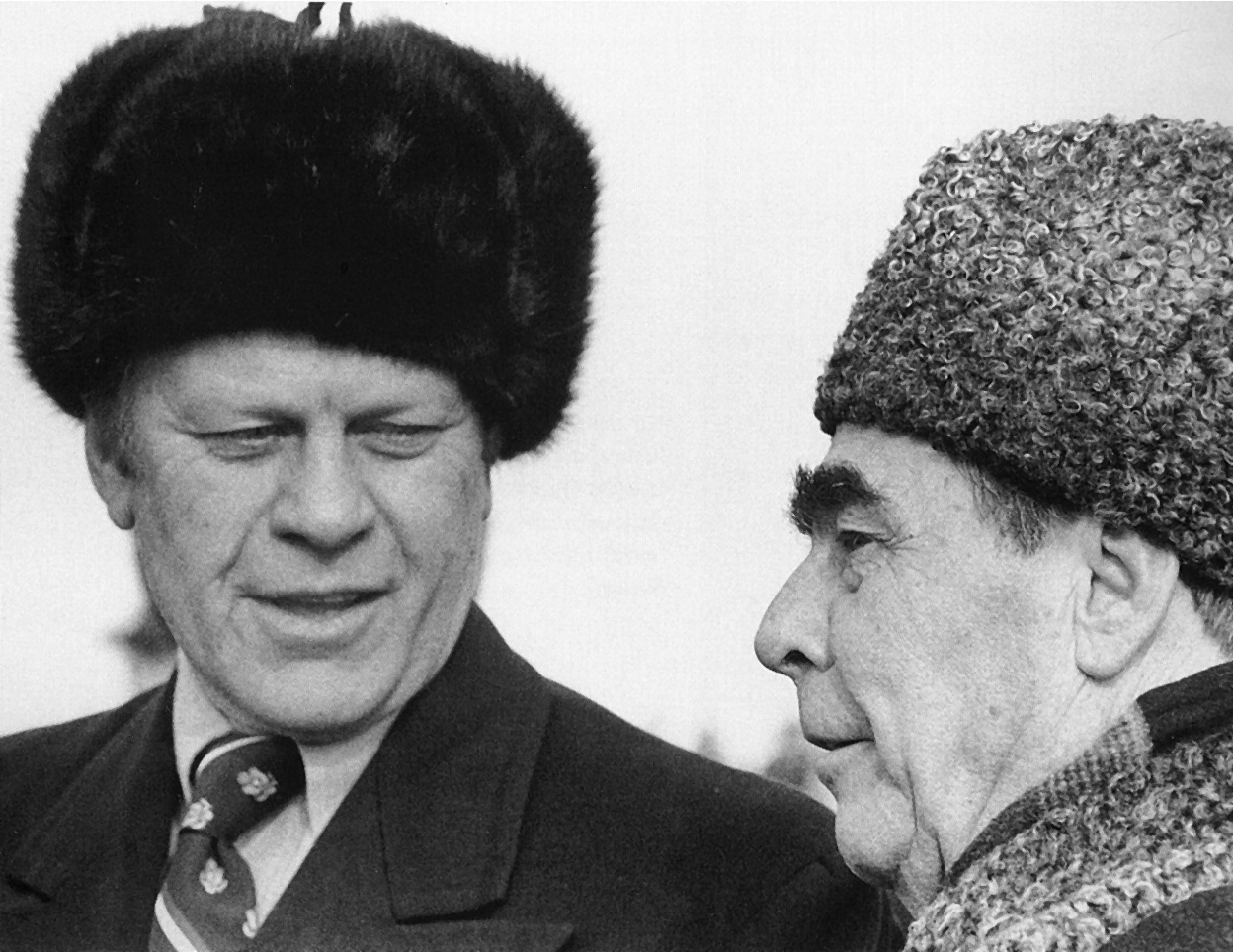
ブレジネフとウラジオストクで会談を行うフォード

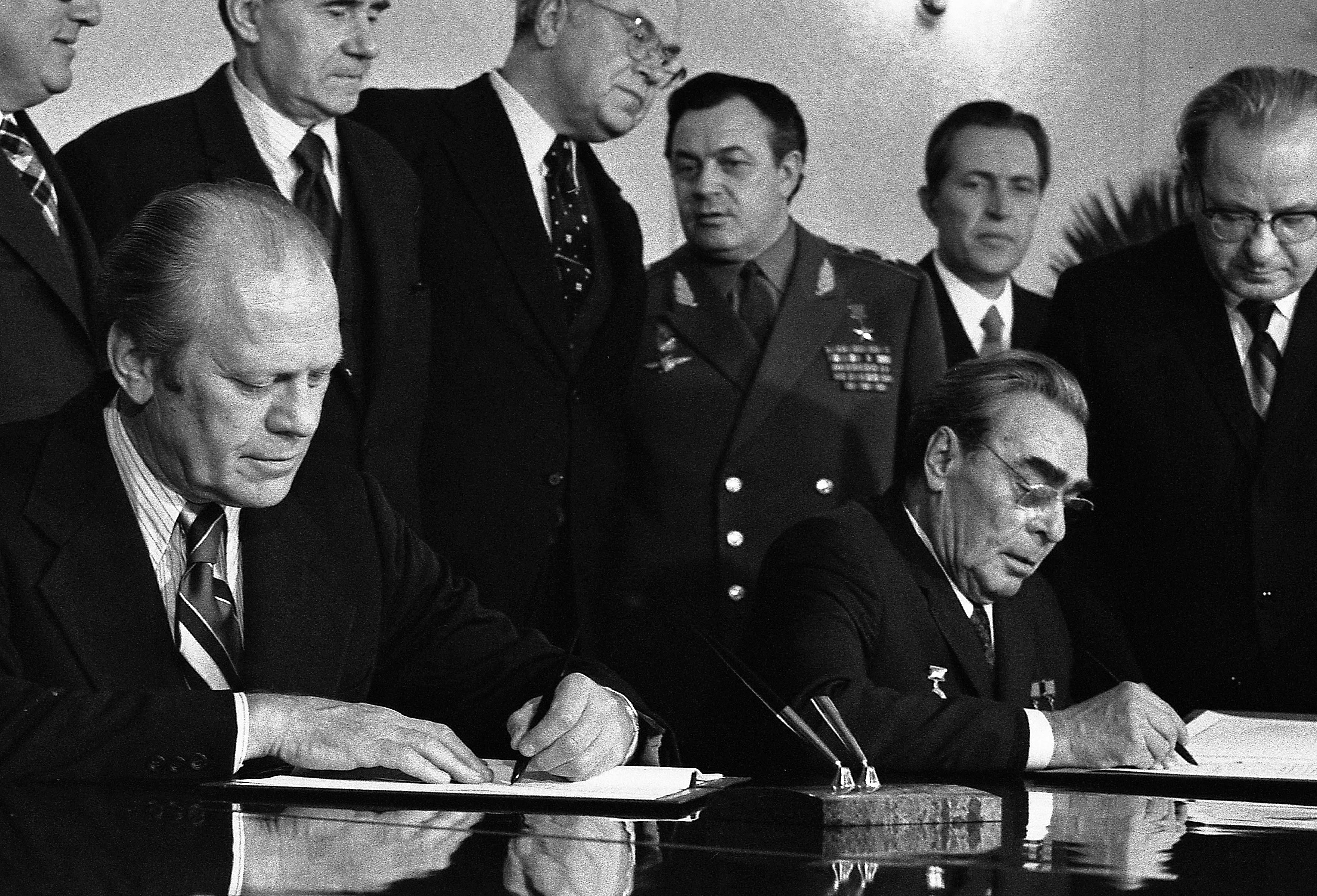
SALT I に調印するフォードとブレジネフ

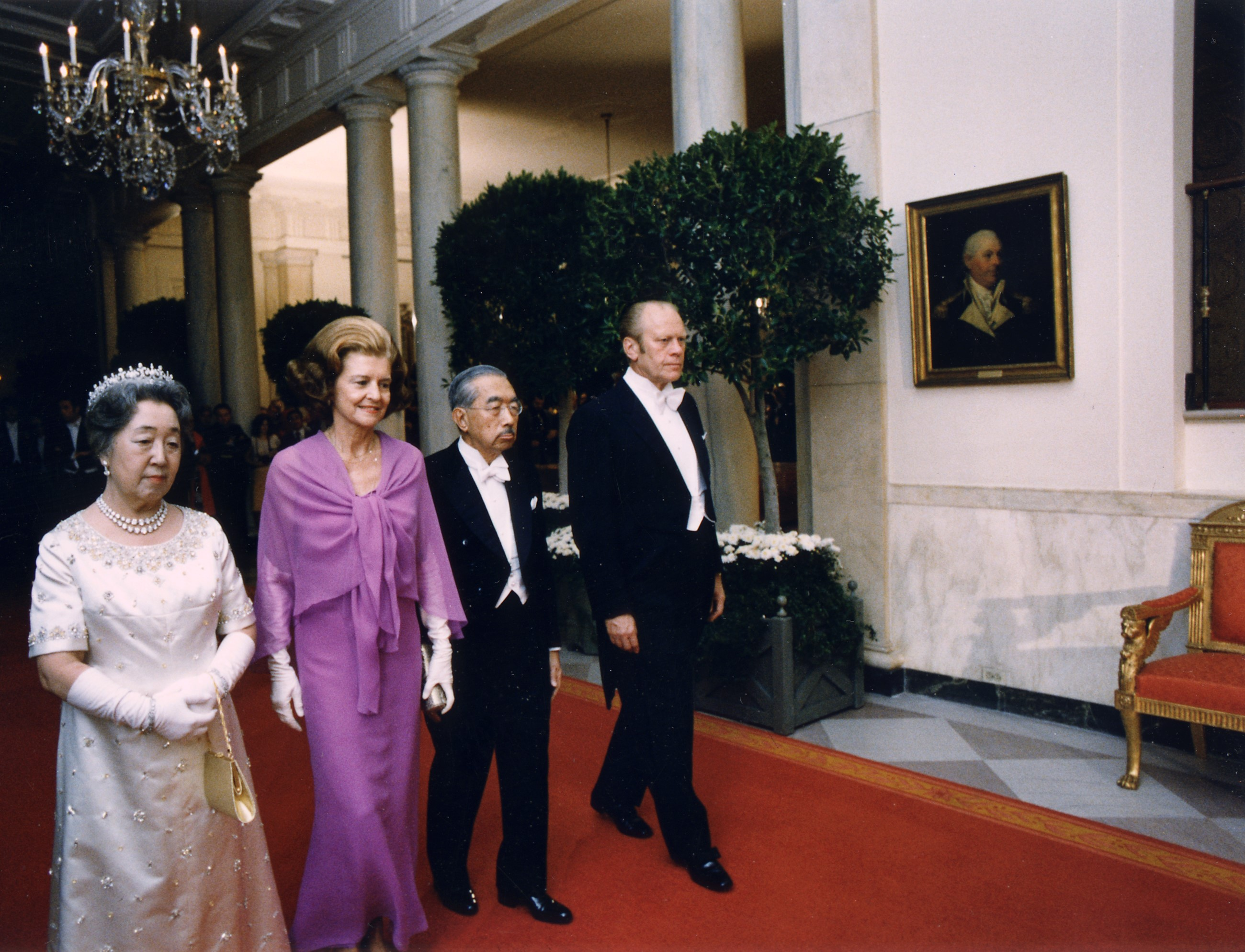
初訪米した昭和天皇、香淳皇后夫妻をエスコートするフォード夫妻

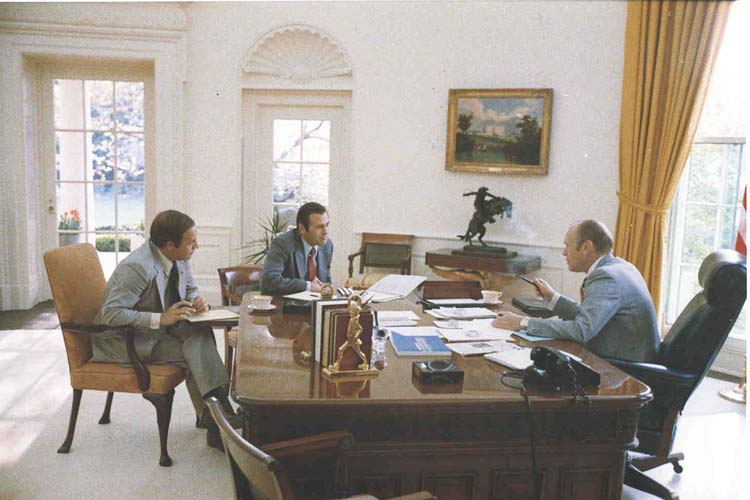
ホワイトハウスのスタッフと
左からディック・チェイニー大統領首席補佐官、ドナルド・ラムズフェルド国防長官

ニクソンがウォーターゲート事件の結果辞職すると、フォードは大統領に昇格、「私たちの長い悪夢は終わった(Our long national nightmare is over.)」という有名な言葉を残した。同年9月8日、フォードは、ニクソンの訴追前の段階で「前大統領は十分に苦しみを受けた」として大統領特別恩赦を発表。フォードは寛容さをアピールしたが一方で、裁判が行われなくなったことにより事件の詳細は解明されないままとなった。歴史家はこの恩赦が1976年の大統領選挙での敗北につながったと見ている。政治評論家は1976年秋、10月6日の2回目のテレビ討論での失言が大統領選の敗北につながったと見ており、世論調査専門家のジョージ・ギャラップは「選挙戦の決定的瞬間」と述べた。
ウォーターゲート事件の影響で、1974年の中間選挙では民主党が上下両院で大幅に議席を増やし、立法府と行政府のねじれが生じた。フォードは民主党多数議会が可決した多くの法案に拒否権を行使して争った。 
フォードは、さらにマヤグエース号事件で外交危機に直面した。1975年5月に、クメール・ルージュがカンボジアで政権をとった直後、カンボジア領海でクメール・ルージュ軍が、アメリカ国商船マヤグエース号（SS Mayaguez　乗員37名）を拿捕した。フォードは乗組員救出のために海兵隊を派遣したが、救助の海兵隊員は誤った島に上陸して抵抗を受け、18名の隊員の命が失われた。
1975年9月5日カリフォルニア州サクラメントで、アナーキスト、チャールズ・マンソンの信奉者リネット・スキーキー・フロムがフォードに銃を向けたが、シークレット・サービスによって暗殺は防がれた。その17日後の9月22日に、サラ・ジェーン・ムーアがサンフランシスコでフォードに発砲したが、銃撃はオリヴァー・シップルによって妨がれた。
また、1974年11月18日に現職のアメリカ大統領として初めて日本を公式訪問し、昭和天皇と会見した。また1975年には天皇として初訪米した昭和天皇を迎えている。
1976年2月19日には、第二次大戦中の日系人の強制収容を招いた大統領令9066号を廃止した。この日は奇しくも、34年前の1942年にフランクリン・ルーズベルト大統領によって同大統領令に署名がされた日だった。
なお、ニクソン前政権と同様に1975年に中華人民共和国を訪問して毛沢東と会見し、引き続き中国との関係正常化にも努めた。

### ジェラルド・R・フォード内閣閣僚
| 職名             | 氏名                                       | 任期            |
| ---------------- | ------------------------------------------ | --------------- |
| 大統領           | ジェラルド・フォード                       | 1974年 - 1977年 |
| 副大統領         | ネルソン・ロックフェラー                   | 1974年 - 1977年 |
| 国務長官         | ヘンリー・キッシンジャー                   | 1974年 - 1977年 |
| 財務長官         | ウィリアム・E・サイモン                    | 1974年 - 1977年 |
| 国防長官         | ジェームズ・R・シュレシンジャー            | 1974年 - 1975年 |
| 国防長官         | ドナルド・ラムズフェルド                   | 1975年 - 1977年 |
| 司法長官         | ウィリアム・サクスビー                     | 1974年 - 1975年 |
| 司法長官         | エドワード・レヴィ                         | 1975年 - 1977年 |
| 内務長官         | ロジャーズ・モートン                       | 1974年 - 1975年 |
| 内務長官         | スタンリー・ナップ・ハサウェイ             | 1975年          |
| 内務長官         | トーマス・サヴィグ・クレピー               | 1975年 - 1977年 |
| 農務長官         | アール・ラウアー・バッツ                   | 1974年 - 1976年 |
| 農務長官         | ジョン・アルバート・ネブル                 | 1976年 - 1977年 |
| 商務長官         | フレデリック・ベイリー・デント             | 1974年 - 1975年 |
| 商務長官         | ロジャーズ・モートン                       | 1975年          |
| 商務長官         | エリオット・リチャードソン                 | 1975年 - 1977年 |
| 労働長官         | ピーター・ジョセフ・ブレナン               | 1974年 - 1975年 |
| 労働長官         | ジョン・トーマス・ダンロップ               | 1975年 - 1976年 |
| 労働長官         | ウィリアム・アーゼリー・ジュニア           | 1976年 - 1977年 |
| 保健教育福祉長官 | キャスパー・ワインバーガー                 | 1974年 - 1975年 |
| 保健教育福祉長官 | フォレスト・デイヴィッド・マシューズ       | 1975年 - 1977年 |
| 住宅都市開発長官 | ジェイムズ・トマス・リン                   | 1974年 - 1975年 |
| 住宅都市開発長官 | カーラ・アンダーソン・ヒルズ               | 1975年 - 1977年 |
| 運輸長官         | クロード・ブリンガー                       | 1974年 - 1975年 |
| 運輸長官         | ウィリアム・タデウス・コールマン・ジュニア | 1975年 - 1977年 |

### 評価
政治家としてのフォードは清廉潔白で、個人的にも素朴で誠実な人柄であった。自分を評して「私はフォード（フォード・モデルT）であって、リンカーン（フォード・モーターの高級車ブランド）ではない」とも語っている。そうした彼の姿は、大統領としての能力はともかく、ウォーターゲート事件で失墜したホワイトハウスへの信頼の回復には大きく役立った。
しかし、学生時代にフットボールに打ち込んだように運動能力が低かったわけではないにもかかわらず、「運動神経が悪い、不器用な大統領」として揶揄された。実際にフォードは、階段でつまずいたり、エアフォースワンの入り口で頭をぶつけたり、タラップを滑り落ちるなど、ちょっとしたアクシデントが不幸にもメディアに撮影されて話題となった。これを『サタデー・ナイト・ライブ』のチェビー・チェイスが「落ちたり何かを壊したりせずには一歩も進むことができない人」としてしきりとコントで取り上げたので、これがフォードのイメージとして定着した。また、リンドン・B・ジョンソン第36代合衆国大統領からは、「ヘルメットを着けずにフットボールをやり過ぎた男」と揶揄されたこともあった。フォード個人を知る者たちは、フォードはそれほど不器用な人間ではないとして、こうしたステレオタイプを非難した。
ある意味、戦時以上に難しい国家運営を求められた時期にあって、フォード政権の支持率は決して高くなかったものの、フォードを下して1977年に大統領に就任したジミー・カーター、また2006年にフォードの訃報に接したジョージ・H・W・ブッシュはいずれも、失墜した大統領職の権威回復に尽力したフォードの功績を賞賛している。
フォードが大統領時代に補佐官として起用したラムズフェルドとチェイニーは少なからずフォード、キッシンジャーと対立したが、ブッシュ政権において国防長官・副大統領という要職を占め、リベラル派の定義するところの「ネオコン派」となり、イラク戦争を主導した。しかしフォードは対イラク開戦直後、戦争の正当性を否定すると共に「大きな過ちを犯した」「すばらしい部下だったが好戦的になった」と両者を厳しく批判するコメントを発していたことが死後明らかにされた。

## 1976年の大統領選挙

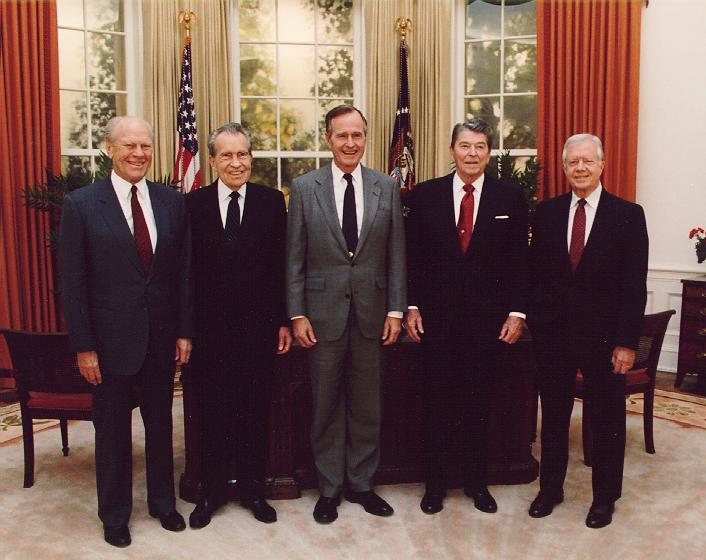
歴代大統領とともに
左から、フォード、リチャード・ニクソン、ジョージ・H・W・ブッシュ、ロナルド・レーガン、ジミー・カーター

フォードのニクソンに対する恩赦と、オイルショックやベトナム戦争終結後の不況による持続的な経済問題が、1976年の大統領選挙においてフォードと共和党が代償を支払う原因になったと考えられている。さらにフォードの選挙戦活動は、その年のロナルド・レーガンの共和党内指名に対する強い挑戦によって妨げられた。
フォードは選挙戦中に「東ヨーロッパはソビエトの占領下にない」という趣旨の発言をし、第二次世界大戦後から続く冷戦下でソビエト連邦の過酷な軍事支配（事実上の占領下）にあえぐ東ヨーロッパ諸国を憂慮している多くの保守派だけでなく、穏健派からの反発を招くなど大きな失策となった。
さらに、副大統領候補だったボブ・ドールが「今世紀に起こった戦争はすべて民主党が起こした」と発言したことも、民主党を刺激しただけでなく無党派層にもマイナスに作用した。
このようなマイナス要素があったにもかかわらず、勝利州数ではフォード27州対カーター23州（とワシントンD.C.）と、民主党候補のジミー・カーターを上回った上に、大票田のカリフォルニア州やイリノイ州を押さえることに成功した。さらに得票率がフォード48.0%対カーター50.1%と、わずか2パーセント以内に収まるという僅差になったが、いずれにしても最終的にはカーターに敗れ、政権を民主党に奪われる結果となった。
大統領選挙に敗れたフォードは、カリフォルニア州パームスプリングスに借りた豪邸に移った。またハーバー・アンド・ロー社、リーダーズ・ダイジェスト社から回想録を出版する契約を結んだ。契約金は100万ドル。

## 1980年の大統領選挙
1980年の大統領選挙では、共和党全国大会においてフォードは大統領候補のロナルド・レーガンの下の副大統領候補として指名されることになっていた。しかし、フォード側が大統領権限の分担、つまり実質的な共同大統領とすることを要求したため、副大統領候補の指名決定日にレーガンは考えを変更し、後に大統領となったジョージ・H・W・ブッシュを選んだ。

## 栄誉

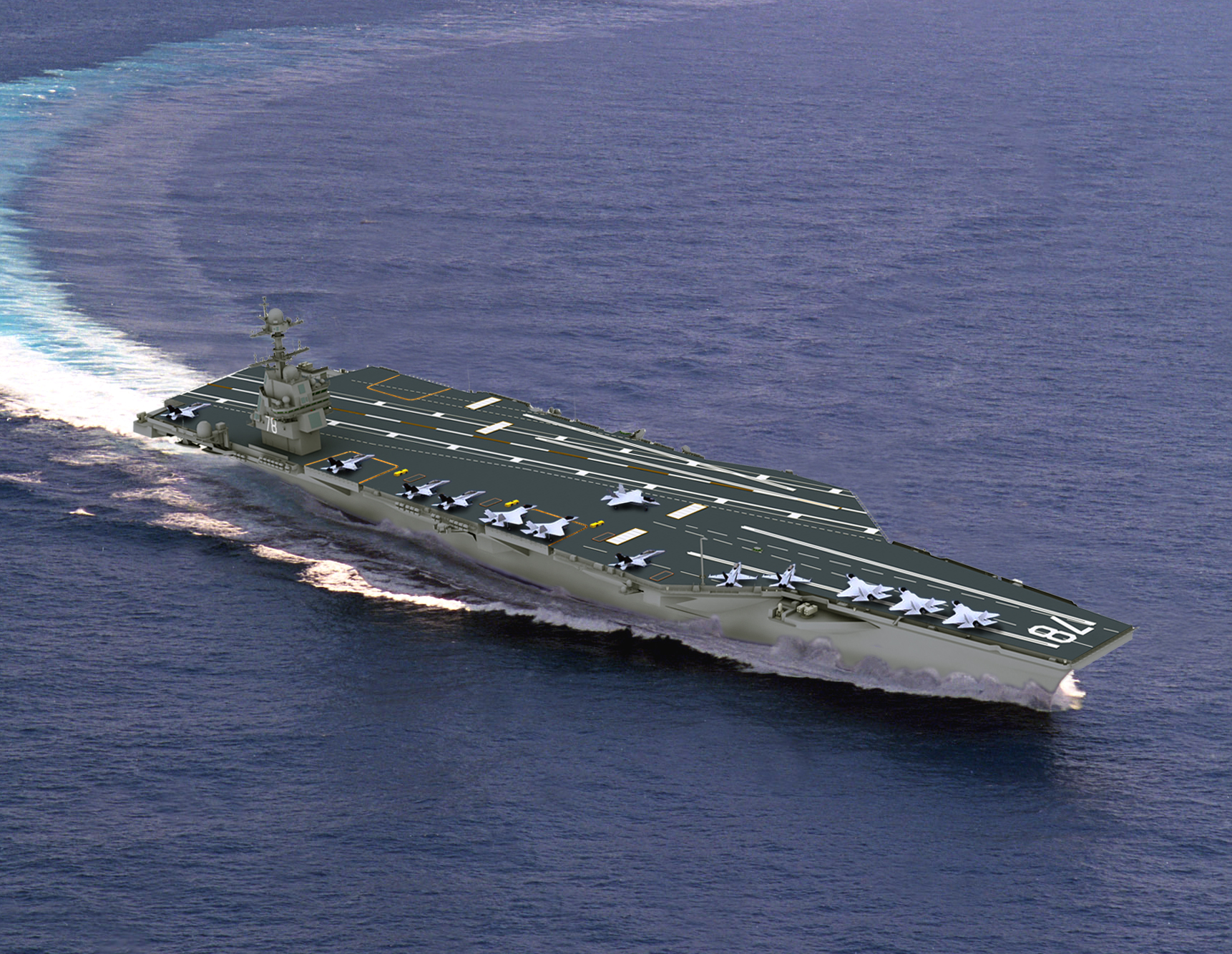
ジェラルド・R・フォード (空母)

フォードはウォーターゲート事件後の国家再建努力で、1999年にビル・クリントン大統領によって自由勲章を与えられた。ミシガン州グランドラピッズのジェラルド・R・フォード国際空港はフォードにちなんで命名された。また合衆国海軍は、2016年ごろに就役を予定している次世代型原子力空母ジェラルド・R・フォード級航空母艦の1番艦にジェラルド・R・フォードの名を冠することを決定した。フォードの功績の記録や個人的資料を集めた大統領図書館がアナーバーに、大統領博物館がグランドラピッズにある。
フォードは2006年11月12日にレーガンの93歳120日の記録を抜き、アメリカ合衆国大統領経験者としては当時歴代最長寿となり、2006年12月26日に死去したため、記録は93歳165日となった。その後、2017年11月25日に歴代最長寿記録をジョージ・H・W・ブッシュに抜かれ(2018年11月30日に94歳171日で死去)、2018年3月16日にはジミー・カーターもフォードの没年齢を超えた(2024年12月29日に100歳89日で死去)ため、2024年12月時点では3番目に長寿の大統領経験者となる。
2007年1月2日（現地時間）にワシントン大聖堂で国葬が行われた。ジョージ・W・ブッシュ大統領、ビル・クリントン前大統領、ジョージ・H・W・ブッシュ元大統領、ジミー・カーター元大統領などが参列した。1月3日、故郷グランドラピッズのフォード大統領博物館に埋葬された。

## 家族
1948年にベティ・ブルーマーと結婚し（ベティは再婚）、3男1女をもうけた。三男のスティーヴン・フォードは俳優で、『スターシップ・トゥルーパーズ』や『ブラックホーク・ダウン』などに脇役として出演している。長女のスーザンはフォトジャーナリストである。